# 藤茶

藤茶（学名：Ampelopsis grossedentata）又称藤茶、端午茶、神仙茶、龍鬚茶、茅巖青霜茶，是葡萄科蛇葡萄屬的物种。藤茶雖名為茶，然而不是茶，它是一種藥食同源的藤本植物。

## 形態
本种为木質藤本多年生植物，由於其野生植株喜歡攀附在其他樹木的林冠上或匍匐或簇生在地面，有如藤蔓一般，所以獲得「藤茶」之名。
藤本植物(Vine或liana)外型細長，不能直立，只能依附別的植物或支持物，纏繞或攀援向上生長。藤茶屬葡萄科之下又可分為蛇葡萄屬、白粉藤屬、葡萄屬等。經科學發現蛇葡萄屬中許多植物都可來做茶，如：廣東蛇葡萄 、三裂蛇葡萄、大葉蛇葡萄 、顯齒蛇葡萄、毛葉蛇葡萄 等。不過只有顯齒蛇葡萄葉得到中國家衞生計生委食品安全標準與監測評估司認定，可作為食品加工原料。

## 分布
主要生長於广西壮族自治区,福建省,贵州省,江西省,湖南省,湖北省,广东省,云南省热带地区，在海拔200~1300m的山區成長。

## 民間用途
藤茶在民間應用的歷史可以追溯到東晉時期，作為一種涼茶和民間藥物，尤以江西客家、湘西土家族應用最多，主要是代茶飲用。如今通過人工栽培，藤茶已變成一種半直立的、可大規模種植的重要經濟植物，其葉片經加工後可變成類茶產品。

## 主要成分
藤茶具有防止動脈粥樣硬化及降血脂、降血糖等作用。
藤茶中含有大量的黃酮類化合物，其主體物質為二氫楊梅素，它對自由基的清除率高達73.3%～91.5%，可減輕機體內氧化損傷，具有抗衰老的作用
1. ↑  The World Flora Online. .
2. ↑  冉, 京燕. . 中草藥. 2016-08-20  [2022-08-19]. （原始内容存档于2022-08-12）.
3. ↑  Mei-Yin Chien Yu-Hua Ku , Jin-Ming Chang Chih-Min Yang Chao-Hsiang. . Science Direct. 2016-07-20  [2022-08-19]. （原始内容存档于2022-08-12）.
4. ↑  Li JC Li SY, Wang Y, Wang WN. . [[西南民族大学学报（自然科学版）[]]. 2021-03-05, 2021 (47): 254-266. doi:10.11920/xnmdzk.2021.03.005.
5. ↑  Qili Zhang. . Research Gate. Journal of Pharmaceutical Analysis. 2020-10-05  [2022-08-19]. doi:10.1016/j.jpha.2020.10.002. （原始内容存档于2022-08-12）.